# Claas Noorduijn

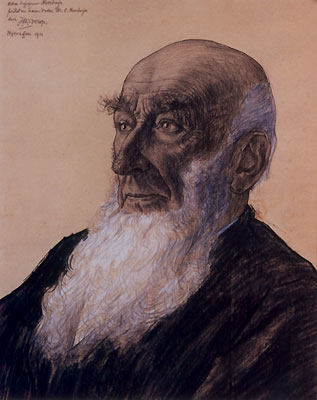
Dr. Claas Noorduijn, door Jan Toorop 1911

Claas Noorduijn (Nijmegen, 14 juli 1823 - aldaar, 30 juni 1916) was geneesheer-directeur van het Wilhelminaziekenhuis. 
In 1848 nam Noorduijn de dokterspraktijk van zijn vader over. Ter gelegenheid van zijn negentigste verjaardag besloot de gemeenteraad van Nijmegen de Spaarbankstraat te vernoemen naar de medicus "die zich voor de gemeente steeds zoo verdienstelijk heeft gemaakt, waarbij zijn praktijk onder de armen zeker niet mag worden vergeten". De Dr. Claas Noorduijnstraat is gelegen in de wijk Hunnerberg. Noorduijn ligt begraven op Rustoord (graf K-0062).